# La calamita de’ cuori
La calamita de’ cuori (dt. Der Magnet der Herzen) ist ein Dramma giocoso in drei Akten von Antonio Salieri auf einen Text von Giovanni De Gamerra nach Carlo Goldoni. Anderen Angaben zufolge ist die Bearbeitung des Textes eine Gemeinschaftsproduktion von Giovanni Battista Casti, Domenico Poggi und Giovanni Gastone Boccherini.:211
Die Uraufführung fand am 11. Oktober 1774 im Wiener Kärntnertortheater statt. Eine weitere Aufführung gab es 1776 im Kleinen Hoftheater Dresden.
Die Historisch-Kritische Theaterchronik von Wien schreibt über die Musik der Oper, dass „einige Kenner und Liebhaber der Musik behaupten, daß sie künstlich, schön, harmonisch sey, und Herrn Salieri viel Ehre mache. Der Gegenstand ist aber zu kindisch, behaupten andere, und die Musik, obschon schön, zu ernsthaft für das Buch.“ Uneingeschränktes Lob hingegen findet sich in einer Eintragung in einem Wiener Exemplar des Librettos: „jeri otto giorno sono, è andanta in Scena L’opera del Salieri La Calamita de’ Cori quale ha fatto un incontro strepitissimo esser un complesso di musica di un Stile assai bello, e brillante non potendosi trovare in tutta l’operà un’aria, che possasi dire non essere un gran bel pezzo di musica.“ Trotz der gespaltenen Meinungen zu La calamita de’ cuori war die Oper mit einer Einnahme von 639 Gulden, 23 Kreuzern (bei der Premiere; bei den folgenden Aufführungen um die 400 Gulden) das mit Abstand einträglichste und erfolgreichste Stück der Saison und übertraf damit sogar Noverres Ballett Les Horaces.
In diesem Werk fällt sofort die äußerst farbige Orchesterbehandlung auf, die sich nicht nur in den raffiniert instrumentierten Arien zeigt, sondern auch in einigen rein instrumentalen Nummern: die galante Welt des Librettos veranlasste Salieri zur Komposition verschiedener lieblicher Menuette (für die Ballsaal-Szene des dritten Aktes) und einer Sinfonia samt Serenade für zwei Orchester (!) im zweiten Akt. Die Sinfonia für Doppelorchester wurde beim Würzburger Mozartfest 2009 vom Mannheimer Mozartorchester unter der Leitung von Thomas Fey erstmals seit Lebzeiten des Komponisten wieder aufgeführt.
Weitere Vertonungen dieses Stoffes stammen von Baldassare Galuppi (1752) und Francesco Bianchi (1789).